# 1998年5月逝世人物列表
1998年逝世人物列表：1月 - 2月 - 3月 - 4月 - 5月 - 6月 - 7月 - 8月 - 9月 - 10月 - 11月 - 12月
1998年5月逝世人物列表，是用於匯總1998年5月期間逝世人物的列表。

## 依日期排序

### 1日
- 埃爾德裡奇·克利弗，62歲，美國作家和政治活動家，死於前列腺癌。[1]
- Heinie Heltzel，84歲，美國棒球運動員。[2]
- 布萊恩·肯德爾，51歲，紐西蘭拳擊手，死於癌症。
- J. S. Roskell，84歲，英國中世紀歷史學家。[3]

### 2日
- 克萊德·康奈爾，96歲，美國抽象表現主義雕塑家。
- 賈斯汀·法沙努，37歲，英格蘭足球運動員，自殺身亡。[4]
- 強尼·格羅齊基，81歲，美國棒球運動員。[5]
- Hide，33歲，日本音樂家，上吊自殺身亡。[6]
- 凱文·勞埃德，49歲，英國演員（The Bill），死於酗酒。[7]
- 麥迪·諾曼，85歲，美國女演員、文學和戲劇教師，死於肺癌。[8]
- 凱里·威爾伯，81歲，美國記者和電視作家。

### 3日
- 傑西·阿爾托，71歲，美國撲克玩家。
- 埃裡希·伯格爾，67歲，德國長笛演奏家和指揮家。[9]
- 路易士·貝瑞，83歲，非裔美國民權律師。
- 埃裡卡·奇瑟姆（Erika Cheetham），58歲，英國作家。[10]
- 約翰內斯·德里斯勒（Johannes Driessler），77歲，德國作曲家、管風琴家和講師。[11]
- 湯姆·埃利奧特，72歲，蘇格蘭橄欖球運動員。
- Jean-Baptiste Hachème，68歲，貝南軍官和政治家。
- 雷蒙德·哈姆斯托夫（Raimund Harmstorf），58歲，德國演員，上吊自殺。[12]
- 大衛·文森特·胡珀（David Vincent Hooper），82歲，英國國際象棋選手和作家。
- Venkatesh Kulkarni，印度裔美國小說家和學者，死於白血病。
- Loren MacIver，89歲，美國畫家。[13]
- René Mugica，88歲，阿根廷演員、電影導演和編劇。
- 吉恩·雷蒙德，89歲，美國演員，死於肺炎。[14]
- 萊斯·撒母爾斯，69歲，英格蘭足球運動員。[15]
- 薛岳，101歲，中國國民黨軍事將領。[16]
- Gojko Šušak，53歲，克羅埃西亞政治家，死於肺癌。[17]

### 4日
- 戈登·貝南菲爾德，61歲，英國野生動物藝術家、廣播員和博物學家。[18]
- 阿洛伊斯·埃斯特曼，43歲，宗座瑞士衛隊的瑞士軍官，被謀殺。
- 阿爾伯特·格拉瑟，82歲，美國作曲家、指揮家和B級電影音樂編曲家。[19]
- 西奧多·奧柏蘭德，93歲，德國東方省科學家和政治家。
- 尼科洛·罗德，86歲，義大利水手和奧運冠軍。[20]

### 5日
- 胡安·吉梅諾，84歲，西班牙公路自行車運動員。[21]
- 艾倫·格林，79歲，英國政治家。[22]
- 湯米·麥庫克，71歲，牙買加薩克斯手，死於肺炎和心力衰竭。
- 埃莉諾·拉格斯代爾，72歲，美國民權活動家。[23]
- 弗里索夫·史春，90歲，瑞士作家、詩人和畫家。[24]
- 保羅·西摩，70歲，美國籃球運動員和教練。[25]

### 6日
- Chatchai Chunhawan，78歲，泰國軍官，外交官和政治家，死於肝癌。[26]
- 西比爾·康諾利，77歲，愛爾蘭時裝設計師。[27]
- 胡安·安東尼奧·加西亞·迪斯，57歲，美國政治家，死於肝癌。[28]
- 阿列克謝·格裡賽，84歲，蘇聯和俄羅斯藝術家。
- 約翰·約瑟夫，65歲，巴基斯坦羅馬天主教主教，自殺身亡。
- Arvid Laurin，96歲，瑞典水手和奧運獎牌得主。[29]
- 埃裡希·門德，81歲，德國政治家，西德副總理。[30]

### 7日
- Blue Lu Barker，84歲，美國爵士藍調歌手。[31]
- 艾倫·麥克勞德·科馬克（Allan McLeod Cormack），74歲，南非裔美國物理學家，癌症。[32]
- 伊斯特萬·哈斯諾斯，73歲，匈牙利水球運動員和奧運會冠軍（1952年）。[33]
- 傑克·赫斯洛普-哈裡森，78歲，英國士兵和植物學家，心臟病發作。[34]
- 約翰·邁耶斯（John Meyers），58歲，美式橄欖球運動員，心臟問題。[35]
- Eddie Rabbitt，56歲，美國歌手和詞曲作者，死於肺癌。[36]
- 艾倫·威克葛籣，91歲，美國神學家和新約學者。

### 8日
- 唐納德·斯蒂芬·洛厄爾·卡德威爾，78歲，英國科技史學家。
- 雅克·杜梅尼爾，94歲，法國影視演員。[37]
- 約翰內斯·科特卡斯，83歲，愛沙尼亞希臘羅馬式摔跤手和奧運會冠軍（1952年）。[38]
- 雷蒙德·普雷姆魯，63歲，美國長號手和作曲家，死於食道癌。[39]
- 詹寧斯·倫道夫，96歲，美國政治家。[40]
- 查爾斯·雷博佐，85歲，美國銀行家和商人。[41]

### 9日
- 萊斯特·巴特勒（Lester Butler），38歲，美國藍調口琴演奏家和歌手，吸毒過量。
- 唐納德·康羅伊，77歲，美國海軍陸戰隊上校。[42]
- 伯纳德·德沃克（Bernard Dwork），74歲，美國數學家。
- 愛麗絲·費耶（Alice Faye），83歲，美國女演員和歌手，胃癌。[43]
- 鲁道夫·伊斯迈尔，89歲，德國舉重運動員和奧運冠軍。[44]
- 羅米·盧德（Rommie Loudd），64歲，美國橄欖球運動員、教練和高管，患有糖尿病。[45]
- 塔拉特·馬哈茂德（Talat Mahmood），74歲，印度歌手，心臟病發作。
- 梅利什男爵鮑勃·梅利什，85歲，英國政治家。
- 厄爾·派克（Earl R. Parker），85歲，美國工程師和教授。
- 納特·佩林（Nat Perrin），93歲，美國喜劇編劇、製片人和導演。[46]
- R. J. G. Savage，70歲，英國古生物學家，胰腺癌。[47]
- 格哈德·西德爾（Gerhard Siedl），69歲，德國足球運動員。
- 瑪麗安·斯特倫格爾（Marianne Strengell），88歲，芬蘭裔美國現代主義紡織品設計師。

### 10日
- 齐奈盖·拉约什，74歲，匈牙利軍官和政治家。
- 何塞·法蘭西斯科·安東尼奧·佩尼亞·戈麥斯，61歲，多明尼加共和國政治家，死於肺水腫。[48]
- 羅伯特·朱厄爾，78歲，澳大利亞演員（神秘博士）。
- 奧雷斯特·柯寇普，74歲，馬爾他歌手。
- 切薩雷·佩迪薩，65歲，義大利賽車手。
- 羅納德·瑞登豪爾，52歲，越南戰爭期間的美國士兵，心臟病發作而死。[49]
- 克拉拉·洛克莫爾，87歲，美國古典小提琴神童和特雷門表演者。[50]
- 蘇米特羅，71歲，印尼將軍。
- 喬治·賴特，77歲，美國管風琴家。[51]

### 11日
- 威利·科薩里，100歲，荷蘭演員，作家和作曲家。[52]
- 小吉恩·福勒，80歲，美國電影剪輯師[53]
- 恩斯特·伊辛，98歲，德國物理學家。
- 約翰·莫裡森，94歲，澳大利亞小說家和短篇小說作家。[54]
- 漢斯·范·森，57歲，荷蘭連環殺手，死於酒精中毒。[55]

### 12日
- 趙明華，44歲，美國謀殺案受害者，窒息殺人。[56]
- 赫爾曼·倫茨，85歲，德國作家、詩人和小說家。[57]
- 約翰·麥卡錫，81歲，美國橄欖球運動員。
- 格雷厄姆·肖，63歲，英格蘭足球運動員。[58]

### 13日
- 贡纳尔·扬松，90歲，瑞典足球運動員。[59]
- 奧斯卡·詹森，77歲，美國陸軍士兵，榮譽勳章獲得者。
- 香朵·莫迪，34歲，法國登山家，死於登山事故。[60]
- 弗蘭克·拉加諾，75歲，美國黑手黨律師。[61]

### 14日
- 梅布爾·埃絲特·艾倫，83歲，英國兒童作家。
- 比爾·畢曉普，67歲，美國橄欖球運動員。[62]
- Garth Boesch，77歲，美國冰球運動員。[63]
- 湯姆·德安德里亞（Tom D』Andrea），88歲，美國演員。[64]
- 瑪喬麗·斯通曼·道格拉斯（Marjory Stoneman Douglas），108歲，美國記者、作家和環保主義者。[65]
- 查理·霍爾，50歲，美國橄欖球運動員。[66]
- 傑弗里·肯德爾，88歲，英國演員。
- 弗洛伊德·朗斯伯里，84歲，美國語言學家、人類學家和金石學家。[67]
- 伊紮克·莫達伊，72歲，以色列政治家。
- 肖卡特·奧斯曼，81歲，孟加拉國小說家和短篇小說作家。
- 卡爾·施密德，87歲，瑞士賽艇運動員和奧運獎牌得主。[68]
- 法蘭·仙納杜拉，82歲，美國歌手和演員，奧斯卡獎得主（1954年），心臟病發作。[69]
- 登嘉樓的馬哈茂德，68歲，馬來西亞蘇丹。
- 傑德·威爾遜，21歲，紐西蘭壁球運動員，自殺身亡。

### 15日
- 喬·西布拉斯，77歲，美式足球運動員。[70]
- 冈特·达尔昆，87歲，德國納粹記者。
- 約翰·霍克斯，72歲，美國小說家。[71]
- 理查·耶格，85歲，德國政治家。
- Earl Manigault，53歲，美國籃球運動員，死於充血性心力衰竭。[72]
- 帕基·羅傑斯，85歲，美國棒球運動員，經理和球探。[73]
- 納伊姆·塔盧，78歲，土耳其政治家，土耳其前總理。[74]
- 派翠克·沃爾，81歲，二戰期間的英國突擊隊員，後來成為政治家。

### 16日
- 楊建華
- 皮埃爾·卡迪納爾，73歲，法國編劇和導演。[75]
- 伊多夫·寇恩，88歲，羅馬尼亞裔以色列政治家和記者。
- 米蘭·克賴頓，90歲，美式橄欖球運動員和教練。[76]
- 威廉·亞歷山大·休伊特，83歲，美國外交官和商人。[77]
- 魯菲諾·利納雷斯，47歲，美國棒球運動員，死於交通事故。[78]

### 17日
- 精靈錢斯，71歲，美國記者、電臺播音員和政治家。[79]
- 休·庫德利普，84歲，英國記者和報紙編輯。[80]
- 尼娜·利沃夫娜·多利阿克，89歲，俄羅斯女高音和聲樂老師。
- 加斯珀·厄本，75歲，美國橄欖球運動員。[81]
- 薩羅吉尼·約格斯瓦倫，97歲，斯里蘭卡政治家。

### 18日
- 奧拜杜拉·阿利姆，印度詩人，心力衰竭而死。
- 奧德·恩斯特羅姆，56歲，瑞典政治家，心臟病發作而死。
- 羅伊·埃文斯，88歲，威爾士乒乓球運動員。[82]
- 伊妮德·馬克思，95歲，英國畫家和設計師。[83]

### 19日
- 埃德溫·阿斯特利，76歲，英國作曲家。[84]
- 漢克·厄爾·卡爾，30歲，美國殺人犯和瘋狂殺手，自殺身亡。
- 莉拉·德維，66歲，印度作家、翻譯家和教師。
- 多蘿西·多尼根，76歲，美國爵士鋼琴家和歌手，死於癌症。[85]
- 特蕾莎·普列克羅娃，76歲，波蘭歷史學家和作家。
- 宇野宗佑，75歲，日本政治家、日本首相，死於肺癌。[86]

### 20日
- Chuck Bloedorn，85歲，美國籃球運動員。[87]
- 湯姆·博拉克，80歲，美國商人和政治家。
- 林伍德·鄧恩，93歲，美國視覺效果藝術家
- 里卡多·佛朗哥，48歲，西班牙編劇和電影導演，心臟病發作而死。
- 雅各·卡茨，93歲，以色列歷史學家和教育家。[88]
- 沃爾夫·曼科維茨，73歲，英國作家、劇作家和編劇，死於癌症。[89]
- 沃爾特麥金農，87歲，紐西蘭陸軍軍官。
- 羅伯特·諾曼，81歲，挪威爵士吉他手。[90]
- 阿爾弗雷多·亞布蘭，53歲，阿根廷商人，卡洛斯·梅內姆的同夥，自殺身亡。
- 聖地牙哥·阿爾瓦雷斯，79歲，古巴電影製片人，死於帕金森病。[91]

### 21日
- Erik Bladström，80歲，瑞典短距離皮划艇運動員和奧運冠軍。[92]
- 李博，69歲，中國生態學家，交通事故。[93]
- 佩德羅·埃斯卡廷，95歲，西班牙足球運動員、裁判、教練和作家。[94]
- 道格拉斯·福利，86歲，美國演員[95]
- 羅伯特·吉斯特，80歲，美國演員和電影導演。[96]
- Jan Gullberg，62歲，瑞典外科醫生和科學作家，死於中風。[97]
- 吉姆·鮑爾（Jim Power），102歲，愛爾蘭投擲者。
- 拉賈納拉·卡萊斯瓦拉·拉奧（Rajanala Kaleswara Rao），73歲，印度電影演員。
- Torgny Säve-Söderbergh，83歲，瑞典作家和埃及學教授。

### 22日
- 多梅尼科·坎塔托雷，82歲，義大利畫家。
- 約翰·德里克，71歲，美國演員和電影導演，心力衰竭而死。[98]
- 亞瑟·R·格拉拉，85歲，美國海軍中將，死於肺炎。[99]
- 弗雷德·哈特菲爾德，73歲，美國棒球運動員。[100]
- 艾迪·馬凱布，71歲，加拿大體育記者和作家。
- 羅伯特·W·摩根，60歲，美國電臺名人，死於肺癌。[101]
- 何塞·恩里克·莫雅爾，87歲，澳大利亞數學物理學家。
- 弗朗西斯科·盧卡斯·皮雷斯，53歲，葡萄牙律師和政治家。[102]

### 23日
- 托尼·哈利克，77歲，波蘭紀錄片製片人，旅行書籍作者和探險家。
- 格蕾絲·哈特曼，加拿大社會活動家和政治家。
- 維克·庫爾比茨基，76歲，美國橄欖球運動員。[103]
- 安德列亞斯·利本貝格，60歲，南非軍事指揮官。
- Ebbe Rode，88歲，丹麥舞台和電影演員，死於肺炎。[104]
- 門羅·K·斯皮爾斯，美國大學教授和文學評論家。[105]
- 特爾福德·泰勒，90歲，美國律師。[106]

### 24日
- 弗朗西斯·阿森蒂耶夫（Francys Arsentiev），40歲，美國登山者，體溫過低和/或腦水腫。
- 喬治·凱利（George Kelly），82歲，美國爵士男高音薩克斯管演奏家。[107]
- 湯米·摩爾（Tommy Moore），35歲，美國高爾夫球手，原發性澱粉樣變性。[108]
- Premnath Moraes，75歲，斯裡蘭卡演員、電影導演和編劇。
- 盧西奧·穆尼奧斯（Lucio Muñoz），68歲，西班牙畫家和雕刻家。[109]
- 查理斯·里克羅夫特（Charles Rycroft），83歲，英國精神病學家和精神分析學家。[110]

### 25日
- 史蒂夫邁克爾，42歲，美國愛滋病毒/愛滋病活動家，死於愛滋病併發症。
- 加里·湯瑪斯·羅，64歲，聯邦調查局的美國線人，心臟病發作而死。[111]
- 克勞德·斯塔布斯，93歲，澳大利亞政治家。
- 托德·維特斯肯，34歲，美國網球運動員，死於腦癌。[112]

### 26日
- 埃米爾·布拉金斯基，76歲，蘇聯和俄羅斯編劇。[113]
- 琳達·海耶斯，74歲，美國節奏布魯斯歌手。
- 愛德嘉·希林斯，71歲，蘇聯和拉脫維亞科學家。[114]
- 查理懷特，70歲，美國棒球運動員。[115]
- 謝爾蓋·亞布隆斯基，73歲，蘇聯和俄羅斯數學家。[116]

### 27日
- 米諾·瑪莎妮，92歲，印度政治家。[117]
- 羅伯特·穆勒，72歲，德裔英國記者和編劇。[118]
- 加扎羅斯·薩良，77歲，亞美尼亞作曲家。
- 舒同，92歲，中國政治家。

### 28日
- 趙忠堯(Chung-Yao Chao)，97歲，中華民國中央研究院第1屆(數理科學組)院士。[119]
- 拉格納·弗約托夫特，84歲，挪威氣象學家。
- 比爾·吉爾斯，66歲，美式橄欖球運動員和教練。
- 菲爾·哈特曼，49歲，加拿大裔美國喜劇演員和演員（週六夜現場，新聞電臺，辛普森一家），艾美獎得主（1989年），被槍殺。[120]
- 阿納托利·卡貝達，85歲，烏克蘭社區和政治活動家。
- 比爾·米克，77歲，美式橄欖球運動員和教練。
- 拉娜·莫裡斯，68歲，英國女演員，心臟病發作而死。[121]
- 喬治·T·歐佈雷，80歲，美國政治家。
- 迪特·倫納，48歲，德國足球運動員和教練。[122]
- 喬瓦尼·瓦萊蒂，84歲，義大利公路自行車運動員。
- 比爾·威廉姆斯，37歲，美國遊戲設計師、程式師和作家，死於囊性纖維化。[123]

### 29日
- 奧蘭多·安德森，23歲，美國黑幫，涉嫌殺害說唱歌手圖派克·沙庫爾的兇手，被槍殺。[124]
- 埃裡克·阿特金森，70歲，巴巴多斯板球運動員。
- 泰德·鄧巴，61歲，美國爵士吉他手和作曲家，死於中風。[125]
- 巴里·戈德華特，89歲，美國政治家和作家，死於中風併發症。[126]
- 黑茲爾·P·希斯，88歲，美國政治家和企業家。
- 瑪莉安·彌爾納，98歲，英國作家和精神分析學家。[127]
- 菲力浦·奧康納，81歲，英國作家和超現實主義詩人。[128]

### 30日
- 薩姆·阿龍諾維奇，78歲，英國經濟學家、學者和共產主義者。
- 約瑟夫·巴拉齊，78歲，斯洛伐克足球運動員和經理。[129]
- Leon Bender，22歲，美式橄欖球運動員，死於癲癇。[130]
- 沃爾特·卡爾，73歲，蘇格蘭演員和喜劇演員。
- 威廉·莫頓·康得里，80歲，英國博物學家，死於腎衰竭。[131]
- 羅賓·傑克遜，49歲，北愛爾蘭忠誠准軍事人員，死於肺癌。[132]
- Jan Pickard，70歲，南非橄欖球運動員。
- 馬克斯·普列托，79歲，墨西哥足球運動員。
- 沃爾夫拉姆·羅裡格，81歲，德國鋼琴家、作曲家和指揮家。

### 31日
- 薩米·柯林斯，75歲，英格蘭足球運動員。
- 洛蒂·胡貝爾（Lotti Huber），85歲，德國女演員。[133]
- 瓦列里·胡布洛夫（Valeriy Hubulov），31歲，南奧塞梯政治家，被謀殺。[134]
- 鈴木通夫，71歲，日本數學家。[135]
- 查理斯·范·阿克，86歲，比利時裔美國賽車手。[136]
- 斯坦尼斯瓦夫·維斯沃茨基，76歲，波蘭古典音樂指揮家。